# Філіпенко Петро Михайлович
Петро́ Миха́йлович Філіпе́нко — штаб-сержант підрозділу Збройних Сил України, учасник російсько-української війни. Кавалер орденів «За мужність» і Данила Галицького.

## Життєпис
З 2014 року проходив військову службу у складі 95 ОДШБр.
Станом на 15 листопада 2024 року — штаб-сержант одного з підрозділів Збройних Сил України.

## Нагороди
- орден «За мужність» III ступеня (03.01.2015) — за особисту мужність і героїзм, виявлені у захисті державного суверенітету та територіальної цілісності України, вірність військовій присязі[1];
- орден Данила Галицького (15.11.2024) — за особисту мужність, виявлену у захисті державного суверенітету та територіальної цілісності України, самовіддане виконання військового обов'язку[2].